# Президентские выборы в Того (2015)
Президентские выборы в Того проходили 25 апреля 2015 года. Президент Фор Гнассингбе выдвинул свою кандидатуру на третий срок. Кроме него на пост баллотировались ещё четыре кандидата. Основным оппозиционным кандидатом был Жан-Пьер Фабр от Национального альянса за перемены. Национальная независимая избирательная комиссия объявила Гнассингбе победителем, набравшим 59 % голосов, тогда как Фабр получил 35 %. Фабр назвал результаты преступлением против национального суверенитета, заявив, что считает себя новым президентом.
3 мая Конституционный суд подтвердил официальные результаты, обнародованные Национальной независимой избирательной комиссией, и объявил Гнассингбе президентом Того на следующие 5 лет. Фабр отказался от апелляции в суде, заявив, что этот институт прислуживает правящей партии. Гнассингбе принял присягу на третий срок 4 мая 2015 года.

## Кандидаты
- Фор Гнассингбе
- Жан-Пьер Фабр
- Эме Гоге
- Мохамед Тхассона-Траоре[1][6]
- Герри Тамаа[1]

## Результаты
| Кандидат                                                                       | Партия                                        | Голоса    | %     |
| ------------------------------------------------------------------------------ | --------------------------------------------- | --------- | ----- |
| Фор Гнассингбе                                                                 | Союз за республику                            | 1 221 756 | 58,75 |
| Жан-Пьер Фабр                                                                  | Национальный альянс за перемены               | 732 026   | 35,21 |
| Чабур Гоге                                                                     | Альянс демократов за интегральное развитие    | 83 803    | 4,03  |
| Командега Тамаа                                                                | Новая тоголезская вовлечённость               | 21 581    | 1,04  |
| Мохамед Тхассона-Траоре                                                        | Гражданское движение за демократию и развитие | 20 064    | 0,96  |
| Недействительных/пустых бюллетеней                                             | Недействительных/пустых бюллетеней            | 58 813    | –     |
| Всего                                                                          | Всего                                         | 2 138 438 | 100   |
| Зарегистрированных избирателей/Явка                                            | Зарегистрированных избирателей/Явка           | 3 509 258 | 60,92 |
| Источник: Конституционный суд Архивная копия от 1 июля 2015 на Wayback Machine |                                               |           |       |